# Tanaka-kun wa itsumo kedaruge
Tanaka-kun wa itsumo kedaruge (田中くんはいつもけだるげ? lett. "Tanaka è sempre svogliato") è un manga scritto e disegnato da Nozomi Uda, serializzato sul Gangan Online di Square Enix dal 25 luglio 2013 al 25 luglio 2019. Un adattamento anime, prodotto da Silver Link, è stato trasmesso in Giappone tra il 9 aprile e il 25 giugno 2016.

## Personaggi
Tanaka (田中?)
Doppiato da: Kenshō Ono
Ōta (太田?)
Doppiato da: Yoshimasa Hosoya
Miyano (宮野?)
Doppiata da: Natsumi Takamori
Shiraishi (白石?)
Doppiata da: Kotori Koiwai
Echizen (越前?)
Doppiata da: Ayaka Suwa
Rino (莉乃?)
Doppiata da: Aoi Yūki
Saya (早夜?)
Doppiata da: Nao Tōyama
Shimura (志村?)
Doppiato da: Kazuyuki Okitsu
Katō (加藤?)
Doppiato da: Yūichi Iguchi

## Media

### Manga
Il manga, scritto e disegnato da Nozomi Uda, ha iniziato la serializzazione sulla webzine Gangan Online di Square Enix il 25 luglio 2013. Il primo volume tankōbon è stato pubblicato il 26 aprile 2014 e al 12 settembre 2019 ne sono stati messi in vendita in tutto tredici.

#### Volumi
| Nº | Data di prima pubblicazione                 | Data di prima pubblicazione                                                 | Data di prima pubblicazione |
| Nº | Giapponese                                  | Giapponese                                                                  |                             |
| -- | ------------------------------------------- | --------------------------------------------------------------------------- | --------------------------- |
| 1  | 26 aprile 2014                              | ISBN 978-4-7575-4286-0                                                      |                             |
| 2  | 22 luglio 2014                              | ISBN 978-4-7575-4354-6                                                      |                             |
| 3  | 22 novembre 2014                            | ISBN 978-4-7575-4474-1                                                      |                             |
| 4  | 22 maggio 2015                              | ISBN 978-4-7575-4642-4                                                      |                             |
| 5  | 21 novembre 2015                            | ISBN 978-4-7575-4796-4                                                      |                             |
| 6  | 22 aprile 2016                              | ISBN 978-4-7575-4947-0                                                      |                             |
| 7  | 21 settembre 2016 (ed. regolare & limitata) | ISBN 978-4-7575-4971-5 (ed. regolare) ISBN 978-4-7575-4972-2 (ed. limitata) |                             |
| 8  | 22 aprile 2017                              | ISBN 978-4-7575-5317-0                                                      |                             |
| 9  | 22 settembre 2017                           | ISBN 978-4-7575-5478-8                                                      |                             |
| 10 | 22 marzo 2018                               | ISBN 978-4-7575-5655-3                                                      |                             |
| 11 | 21 settembre 2018                           | ISBN 978-4-7575-5846-5                                                      |                             |

### Anime
Annunciato il 19 novembre 2015 sul sito ufficiale del manga, un adattamento anime, prodotto da Silver Link e diretto da Shinya Kawatsura, è andato in onda dal 9 aprile al 25 giugno 2016. Le sigle di apertura e chiusura sono rispettivamente Utatane sunshine (うたたねサンシャイン?, Utatane sanshain) degli Unlimited tone e Bon-Bon di CooRie. In varie parti del mondo gli episodi sono stati trasmessi in streaming in simulcast da Crunchyroll; in particolare, in America del Nord i diritti sono stati acquistati da Sentai Filmworks.

#### Episodi
| Nº | Titolo italiano (traduzione letterale) Giapponese 「Kanji」 - Rōmaji              | In onda        | In onda |
| Nº | Titolo italiano (traduzione letterale) Giapponese 「Kanji」 - Rōmaji              | Giapponese     |         |
| 1  | Tanaka e Ōta 「田中くんと太田くん」 - Tanaka-kun to Ōta-kun                       | 9 aprile 2016  |         |
| 2  | Contratto di apprendistato 「弟子入り志願」 - Deshiiri shigan                     | 16 aprile 2016 |         |
| 3  | Echizen, la ragazza bivalente 「ギャップ少女越前さん」 - Gyappu shōjo Echizen-san | 23 aprile 2016 |         |
| 4  | Il segreto di Shiraishi 「白石さんの秘密」 - Shiraishi-san no himitsu             | 30 aprile 2016 |         |
| 5  | Il giorno di Tanaka 「田中くんの日常」 - Tanaka-kun no nichijō                    | 7 maggio 2016  |         |
| 6  | Tanaka malato 「風邪ひき田中くん」 - Kazehiki Tanaka-kun                          | 14 maggio 2016 |         |
| 7  | Il san Valentino di Tanaka 「田中くんのバレンタイン」 - Tanaka-kun no Barentain   | 21 maggio 2016 |         |
| 8  | Il calvario di Ōta 「太田くんの受難」 - Ōta-kun no junan                          | 28 maggio 2016 |         |
| 9  | Benvenuti al Wac 「ワックへ、ようこそ」 - Wakku e, yōkoso                         | 4 giugno 2016  |         |
| 10 | L'estate di Tanaka 「田中くんの夏」 - Tanaka-kun no natsu                         | 11 giugno 2016 |         |
| 11 | Il festival culturale di Tanaka 「田中くんの文化祭」 - Tanaka-kun no bunkasai     | 18 giugno 2016 |         |
| 12 | La felicità di Tanaka 「田中くんのしあわせ」 - Tanaka-kun no shiawase             | 25 giugno 2016 |         |

In ogni DVD e Blu-ray sono stati inclusi dei brevi episodi.

#### Episodi OVA
| Nº | Titolo italiano (traduzione letterale) Giapponese 「Kanji」 - Rōmaji                                      |
| 1  | Tanaka contro Ōta, una battaglia senza onore 「田中vs太田 仁義なき戦い」 - Tanaka vs Ōta jinginakitatakai |
| 2  | Essere piccoli è una buona cosa? 「小さいことはいいことだ？」 - Chīsai koto wa ī kotoda?                  |
| 3  | La ricetta della felicità di Ōta-kun 「太田くんの幸せレシピ」 - Ōta-kun no shiawase recipe                |
| 4  | Shiraishi-san, chiromanzia dell'amore 「白石さん、恋の手相占い」 - Shiraishi-san, koi no tesō uranai      |
| 5  | Echizen, la battaglia del destino 「越前、宿命のたいけつ」 - Echizen, shukumei no tai ketsu               |
| 6  | Saionji-san e i clienti misteriosi 「西園寺さんと不可解な客達」 - Saionji-san to fukakaina kyaku-tachi    |
| 7  | Il corso di cucina della famiglia Ōta 「太田家のクッキング講座」 - Ōtaya no cooking kōza                  |